# Bletia similis
Bletia similis är en orkidéart som beskrevs av Robert Louis Dressler. Bletia similis ingår i släktet Bletia och familjen orkidéer. Inga underarter finns listade i Catalogue of Life.